# All I Really Want to Do
All I Really Want to Do è una canzone di genere pop-folk scritta e incisa nel 1964 da Bob Dylan per la columbia Records. Lo stesso Dylan l'ha interpretata diverse volte anche in concerto, specialmente nel tour del 1965.
Brano di apertura dell'album Another Side of Bob Dylan, è stato ripresa l'anno seguente in numerose cover fra cui quella contenuta nell'album omonimo di Cher, All I Really Want to Do, pubblicata anche nel singolo All I Really Want To Do/I'm Gonna Love You, e quella del gruppo musicale californiano The Byrds, incisa prima nel singolo All I Really Want to Do/I'll Feel a Whole Lot Better e poi inserita nell'album che conteneva anche la versione rock di Mr Tambourine Man, dello stesso Dylan.

## Altre principalicover
(fra parentesi l'album in cui il brano è contenuto e l'anno di pubblicazione)
- Hugues Aufray (Hugues Aufray Chante Dylan - 1965)
- Duane Eddy (Duane Does Dylan - 1965)
- The McCoys (Hang on Sloopy - 1965)
- Billy Strange (Folk Rock Hits - 1965)
- The Surfaris (It Ain't Me Babe - 1965)
- Baroque Inevitable (Baroque Inevitable - 1966)
- Sebastian Cabot (Sebastian Cabot, Actor - Bob Dylan, Poet - 1967; Golden Throats, Volume 2: More Celebity 1991)
- The Hollies (Hollies Sing Dylan - 1969)
- Bold (Bold - 1970)
- World Party (Private Revolution - 1986)
- The Four Seasons (Four Seasons Sing Big Hits - 1988)
- Flower Power (Flower Power - 1990)
- Julian Coryell (Duality - 1997)
- Gerald Quintana and Jordi Batiste (Els Miralls de Dylan - 1999)
- Bryan Ferry (Dylanesque - 2007)

## Classifiche

### Cher
| Classifica (1965)          | Posizione raggiunta |
| -------------------------- | ------------------- |
| U.S. Billboard Hot 100     | 1                   |
| Canadian Singles Chart     | 2                   |
| Dutch Top 40 Singles Chart | 1                   |
| Swedish Singles Chart      | 1                   |
| Official Singles Chart     | 1                   |